# Geodia pleiades
Geodia pleiades är en svampdjursart som först beskrevs av William Johnson Sollas 1888.  Geodia pleiades ingår i släktet Geodia och familjen Geodiidae.
Artens utbredningsområde är Tanzania. Inga underarter finns listade i Catalogue of Life.